# La Perla

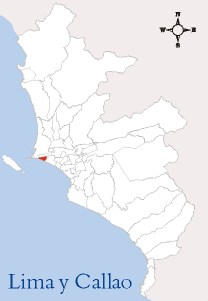
La Perla

O distrito de La Perla é um dos sete distritos que formam a Província de Callao, pertencente a Região Callao, na zona central do Peru.
La Perla possui uma população de 59 802 habitantes (estimativa 2005) e uma área de 2,75 km², perfazendo uma densidade demográfica de 21 673,5 hab./km².

## Transporte
O distrito de La Perla é servido pela seguinte rodovia:
- PE-20I, que liga o distrito à cidade de Callao (Região de Callao)[1][2][3]